# Ostbahnhof (metrostation)
Ostbahnhof is een ondergronds station van de U-Bahn in Frankfurt am Main aan de U-Bahn-lijn U6 gelegen in het stadsdeel Ostend.

## Geschiedenis
Tot aan de opening van station Oost, eindigden treinen uit Hanau op een eindstation tussen de straten van Röderbergweg, Zobelstraße en Hanauer Landstraße, ten zuiden van de dierentuin. Het werd op 10 september 1848 geopend door de Frankfurt-Hanau-spoorlijn als Hanau-station (Hanauer Bahnhof). De lijn en het station werden in 1872 overgenomen door de Hessische Ludwig-Bahn, die in 1897 door de Pruisische staatsspoorwegen werd overgenomen.
Het huidige Ooststation werd op 10 maart 1913 officieel geopend door de Pruisische staatsspoorwegen. Het goederenvervoer begon echter pas op 1 april en het passagiersvervoer in mei 1913. Het oorspronkelijke stationsgebouw uit 1914 met zijn enorme hal werd in de Tweede Wereldoorlog afgebrand en 60% vernietigd. Er werd een tijdelijk station geopend om de 10.000 dagelijkse forenzen en goederentreinen te bedienen.
In 1961 werd met de gangen en kelders van de oude gebouwen een sober speciaal gebouwd station in de stijl van de jaren 60 gebouwd. Het ontwerp van Karl Radlbeck negeerde het grootse ontwerp van het vorige station en verving het door een rechthoekig gebouw, met een groot rechthoekig dak dat alleen versierd was met een verlicht DB-bord en een klok (beide zijn niet langer aan het gebouw bevestigd). Dit gebouw is inmiddels vervallen. 

## U-Bahn-station (metro)
Op 29 mei 1999 werd het station op U-Bahn lijn U6 geopend. Dit is een korte aftakking van station Zoo van de Oostende-tak van U-Bahn lijn C, die wordt geëxploiteerd als lijn U7. Het metrostation ligt deels onder de Danziger Platz en deels onder het hoofdstation, ten zuiden van het stationsgebouw. De as van het U-Bahn-station kruist het hoofdstation; een lang geplande uitbreiding zou onder de lijn Frankfurt-Hanau door lopen en ten oosten ervan langs de Hanauer Landstraße lopen. Oorspronkelijk was het perron slechts 75 meter lang, in plaats van de normale 105 meter op de U-Bahn, waardoor treinen met maximaal drie wagons konden rijden. In 2001 begon de bouw voor de verlenging van de perrons tot 105 meter, die op 26 april 2007 werd voltooid, waardoor het onbeperkte gebruik van treinen met vier wagons mogelijk werd. Tegelijkertijd werd er een nieuwe voetgangersverbinding aangelegd en werd een nieuw station Ostbahnhof/Honsellstraße geopend voor trams en bussen.  
Dit artikel of een eerdere versie ervan is een (gedeeltelijke) vertaling van het artikel Frankfurt (Main) Ost station op de Engelstalige Wikipedia, dat onder de licentie Creative Commons Naamsvermelding/Gelijk delen valt. Zie de bewerkingsgeschiedenis aldaar.
Messe · Galluswarte · Hauptbahnhof · Taunusanlage · Hauptwache · Konstablerwache · Ostendstraße · Lokalbahnhof · Südbahnhof · Mühlberg · Westbahnhof · Flughafen Fernbahnhof · Flughafen Regionalbahnhof